# Avokadovec
Avokadovec (znanstveno ime Persea americana) je drevo iz družine lovorovk (Lauraceae). Izhaja iz Srednje Amerike in Mehike. Vzgajali so ga že Azteki, danes pa ga kultivirajo v Južni Afriki, Izraelu, Čilu in južni Španiji. Njegov plod imenujemo avokado.

## Etimologija in zgodovina
Ime sadeža izhaja iz besede ahuatl, ki v azteškem jeziku nahuatl pomeni tudi modo. Španci so to besedo prevzeli kot aguacate oziroma avocado. Španci so sadež prvič omenili v knjigi leta 1519.

## Opis
Drevesa zrastejo do 20 m. Listi so vedno zeleni in dolgi 12-25 cm. Avokadovec je zimzeleno in hitro rastoče drevo, ki uspeva na toplih in sorazmerno suhih področjih. Drevo obrodi sadeže po okoli desetih letih. Sadež je bogat z nenasičenimi maščobnimi kislinami. Določene sorte se uporabljajo tudi v medicinske namene.
Sadež je hruškast ali okrogel. Zunanja lupina je srednje do temno zelena, odvisno od sorte. V notranjosti se nahaja jedrce, ki je veliko približno kot žogica za golf. Oplodje je zelenorumeno in na zraku oksidira ter potemni. Oksidacijo lahko preprečimo s pokapanjem s citronsko kislino.
Naprodaj so običajno še trdi sadeži, ki pa nadalje zorijo. Za uživanje so primerni, ko se lupina zaradi blagega pritiska s prstom nekoliko poda.
Sadeži nikoli ne dozorijo na drevesu, temveč padejo na tla, ko so še nezreli in nato hitro zorijo. V nasadih sadeže zato oberejo takoj, ko dosežejo ustrezno velikost.